# Knaack-Klub
Der Knaack-Klub war ein Berliner Klub im Bezirk Pankow. Er befand sich von 1952 bis 2010 in der Greifswalder Straße 224 im Winsviertel des Ortsteils Prenzlauer Berg. Der Club ist prominentes Beispiel für das Phänomen ‚Clubsterben‘ in Deutschland. Seit Mitte der 2010er Jahre ist eine Wiedereröffnung an der Eberswalder Straße im Gespräch.

## Geschichte

### Gründung
Der Knaack ging auf das Ernst-Knaack-Jugendheim zurück, das 1952 an heutiger Stelle entstand, nachdem die vorher hier seit 1946 ansässige Schneiderei im Juli 1951 die Räume aufgab. Der erste Mietvertrag wurde am 20. Februar 1952 unterschrieben. Benannt wurde es nach dem Widerstandskämpfer Ernst Knaack, nach dem auch die in der Nähe liegende Knaackstraße benannt wurde. Zunächst sollten Jugendliche unter dem Motto Sport und Spiel dem westlichen Einfluss der Rockmusik entzogen werden, allerdings fanden im Winter auch Tanzveranstaltungen statt. Zu den Weltfestspielen der Jugend und Studenten 1973 wurde der Knaack ein Jugendclub mit Diskothek. In der politischen Wendezeit wandelte sich der Knaack in eine Diskothek westlichen Vorbilds mit mehreren „Floors“. Zunächst besetzten die Veranstalter aufgrund des großen Andrangs auf den First Floor den Keller, in dem früher eine Darmwäscherei war und sanierten diesen (Neue Darmwäsche). Im Anschluss wurde die Dizzy Lounge hergerichtet und anschließend der Concert Floor.
Im Knaack fanden unter der Woche verschiedene Veranstaltungen statt. Neben den Dancefloors gab es mit der Dizzy Lounge auch einen ruhigeren Bereich mit Billard und Karaoke. Mehrmals die Woche fanden auf dem Concert Floor Konzerte statt, hier spielten u. a. Rammstein (die im Haus auch ihre Verwaltung hatten), Die Toten Hosen, Volbeat und zahlreiche weitere bekannte Bands. Rammstein nutzten die Räumlichkeiten auch als Proberaum.

### Ende an der Greifswalder Straße
Seit 2009 gab es gerichtliche Auseinandersetzungen mit Mietern eines neuerrichteten Wohnhauses in der Umgebung des Klubs wegen nächtlichen Lärms. Anfang Februar 2010 wurde dem Knaack untersagt, nach 22 Uhr den Lärmpegel von 85 Dezibel zu überschreiten. Zwar gab es ab März 2010 auf Beschwerde des Knaacks einen Aufschub, jedoch wurde auch dieser im Juni 2010 wieder aufgehoben. Nach einem Urteil des Oberverwaltungsgerichts war laut Betreibern der Betrieb nicht weiter möglich und die letzte Veranstaltung im Knaack fand am Silvesterabend 2010 statt.
„Dabei hatten sie [die Betreiber] gar keine Schuld. Vielmehr hatte das Pankower Bauamt schlichtweg vergessen, von den Investoren des Neubaus zu fordern, dass sie Lärmschutzwände einbauen müssen. Am Ende sah sich das Bezirksamt wegen seiner schlampigen Arbeit in der Pflicht, einen geeigneten neuen Standort für den Knaack zu finden.“ Das vormalige Gebäude wurde umgebaut, 33 Wohnungen und zwei Ladeneinheiten wurden geplant. So wurde der Knaack zum ersten Club, der den Begriff ‚Clubsterben‘ prägte.

### Veranstaltungen
Die Vielzahl der Veranstaltungen im Knaack ist kaum zu rekonstruieren. Mehr als 90 Rock-Konzerte werden bei RockinBerlin  mit verlinkten Hintergrundinfos dargestellt. Gelegentlich trat der Knaack-Klub auch als Veranstalter für Konzerte an anderen Orten in Erscheinung.

### Geplante Neueröffnung
Eine Wiedereröffnung als Knaack Kulturhaus am Mauerpark war zunächst für Anfang 2016 geplant. Das neue Grundstück wurde gefunden und die Planung sah 2018 als Wiedereröffnung vor.
2013 fand schon einmal ein Knaack-Sommerfest im Mauerpark statt, aber für das eigentliche Bauprojekt gab es weitere Verzögerungen. Mittlerweile wurde das 2400 m² große Grundstück an der Eberswalder Straße an die Knaack Kulturhaus GbR als Erbbaurechtsvertrag übertragen und der Bezirk Pankow hat den Bauantrag genehmigt. Die Bauarbeiten sollten Mitte 2020 starten; geplant ist ein dreigeschossiger Stahlbetonbau mit einem Konzertsaal für 1000 Personen und auch das alte Logo soll wieder angebracht werden.